# 校内体
校内体是中华人民共和国互联网出现的一种特殊语言现象，来源于中国大陆社交网站校内网（後改名“人人网”）上被广泛模仿的一系列文章的标题。因其油腔滑调、内容空洞、无病呻吟的语言风格而成为中国大陸网民最流行的一种调侃人或事物的形式。

## 模板

### 折翼的天使
这是被公认的当前最火的一种校内体形式。多年前，有本爱情畅销书曾提出一种说法：每个女孩上辈子都是折翼的天使。于是“折翼的天使”一词就开始被四处乱用，各种特征的人都会被冠以“折翼的天使”的名号。
示范：

每个xxxx上辈子都是折翼的天使。

衍生造句：

听说，每个考前不复习也不挂科的人上辈子都是折翼的天使。
听说，每个熬夜看世界杯的球迷上辈子都是折翼的天使。
听说，每个上厕所后不洗手的人上辈子都是折翼的天使。

### 其他经典模板
会xxxx的人你伤害不起。
这样的xxxxxxx的，男人看了会沉默，女人看了会流泪（亦缩略为“男默女泪”）
遇到xxxxx的人, 就嫁了吧
有以下行为的是缺乏安全感的孩子
这样的女孩，你伤不起
我有的时候，真的想停下来，抱一抱我自己
读起来，微微心疼的句子（看到哪一句，你哭了）
xxxxxx之前一定要做的xx件事
坚强的女子，会在阳光下，站成一棵树
珍惜你身边xxxxx的那个xxx。
12星座xxxxxx大全(太准了, 哭了) 
可不可以有一个人, 看出我的逞强。
有人告诉我，难过时，吃块糖就好了
请不要伤害那些外表开心的人（表面上微笑的人……）
xxxxxxx送给xxxxxxx的x句话
如果有xxxxx这样会xxxxxxx的, 就在一起吧
看第一条心已下沉，看了第三条泪已夺眶
好东西速速分享！怕没了所以转了
管理员你丫封一次我发一次, 封一千次我发一千次! 是中国人就分享! xxxxx的黑幕, 举报者死一户口本!! 
每天做到这些，不会不xxxxxx！男生一定要看，女生为了男朋友也要看！学生一定要看，老师为了学生也要看！
终于找到了！怕以后被河蟹就赶紧分享了，xxxxxxx都要看看

## 应用范本

### 反讽系列
请不要伤害那些考试挂科的人。
听说，像我这样天天翘课的孩子缺乏安全感
总有一个凤姐，让你眼瞎心痛。
好东西速速分享！怕没了所以转了——怎么做可以暗示xx和你睡觉——男生们别害羞，以后会用上的！
一直珍藏在D盘 \ 学习资料 \ 马克思主义基本原理 \ 保持党员先进性教育文件夹中的重点 吐血分享 重口味 不喜勿入
请珍惜每一个用校内体的人。

### 足球系列
有一种门将叫脱手，有一支球队叫英格兰（2010年南非世界杯小组赛英格兰对阵美国的比赛中，英格兰门将格林出现低级脱手失误导致球队失球，后成为众多网友调侃对象）
如果你遇到这样的门将，就嫁了吧
一个门将的最高品味，就是他选择脱手的时机
每天做到这些，不会脱手！男生一定要看，女生为了男朋友也要看！门将一定要看，前锋为了门将也要看！
背完了这些句子，你想不脱手都难
新东方老师总结的门将高频脱手100例
吹到第几声嗡嗡祖拉你心痛了？（南非世界杯期间南非球迷在比赛时吹奏的号角）
有些嗡嗡祖拉，一吹出口，便泪流满面
长期吹不出嗡嗡祖拉对大一学生的危害(转给你心爱的同学) 
球队教练最不想让你知道的秘密：球员学习假摔必备的xx个网站
这样的球队，男人看了会沉默，女人看了会流泪
可不可以有一个人，看出我的逞强，原谅我的倒脚（部分球迷讽刺巴塞罗那和西班牙国家队长时间倒脚控球的打法）

## 各方态度

### 媒体
媒体对于校内体的评价不一。
由于校内体的发起者大多为目前正处于大学、高中阶段的80后和90后，部分媒体认为校内体其实就是这些人的特色，因此都带着蔑视甚至是嘲笑的态度进行评价。这些媒体认为校内体荒诞幼稚，语法怪异，文体不成体统，是一种信仰缺失的表现。但仍旧有部分媒体对此并不采取否定态度，认为这是当前的一种生活娱乐化的趋势，同时也是年轻人的一种想象力的释放。

### 网民
中国大陸网民大多都对校内体采取中立的看法，认为这是反映网络语言多元化的正常现象。面对部分媒体的恶评，网民基本采取不理会的态度，因此校内体的使用至今依然如火如荼。

## 相关链接
- 人人网
- 中国大陆网络用语列表